# ميناء السويس

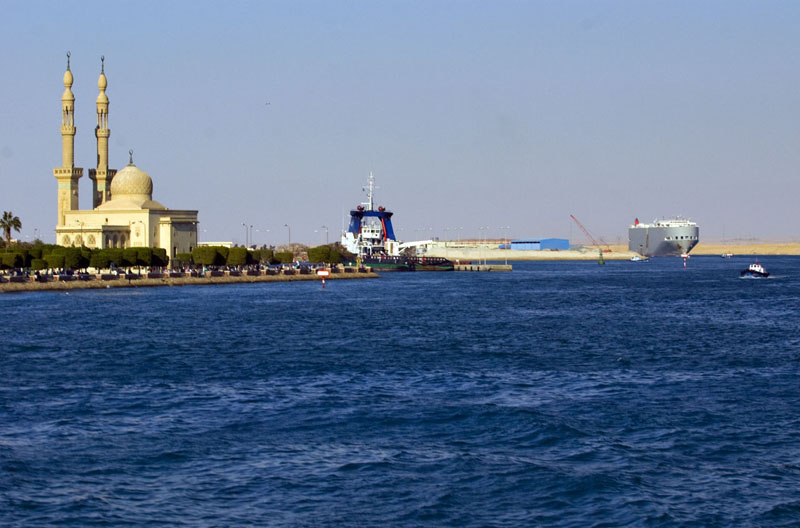
ميناء السويس ويظهر المدخل الجنوبي لقناة السويس

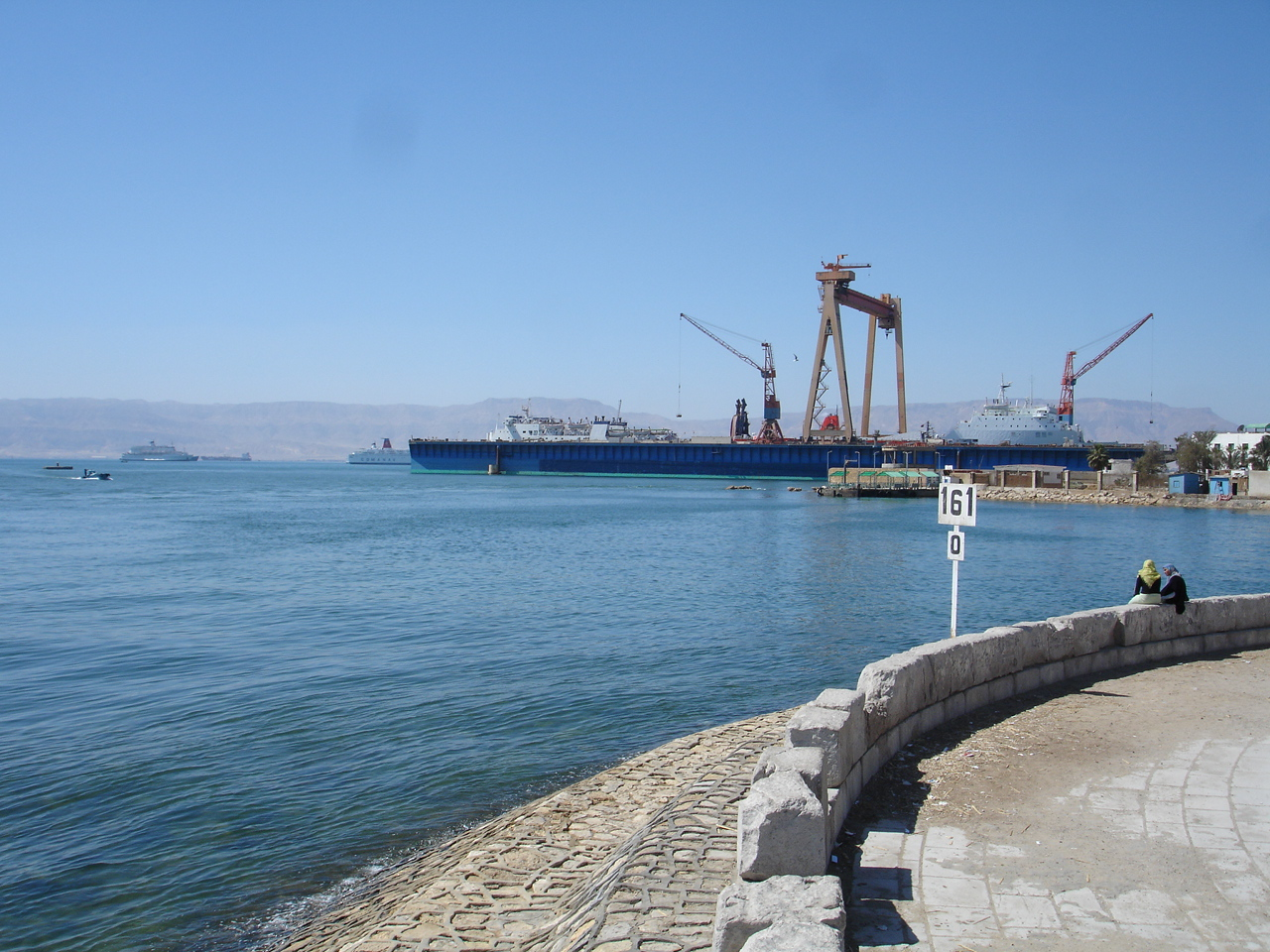
حوض بناء السفن

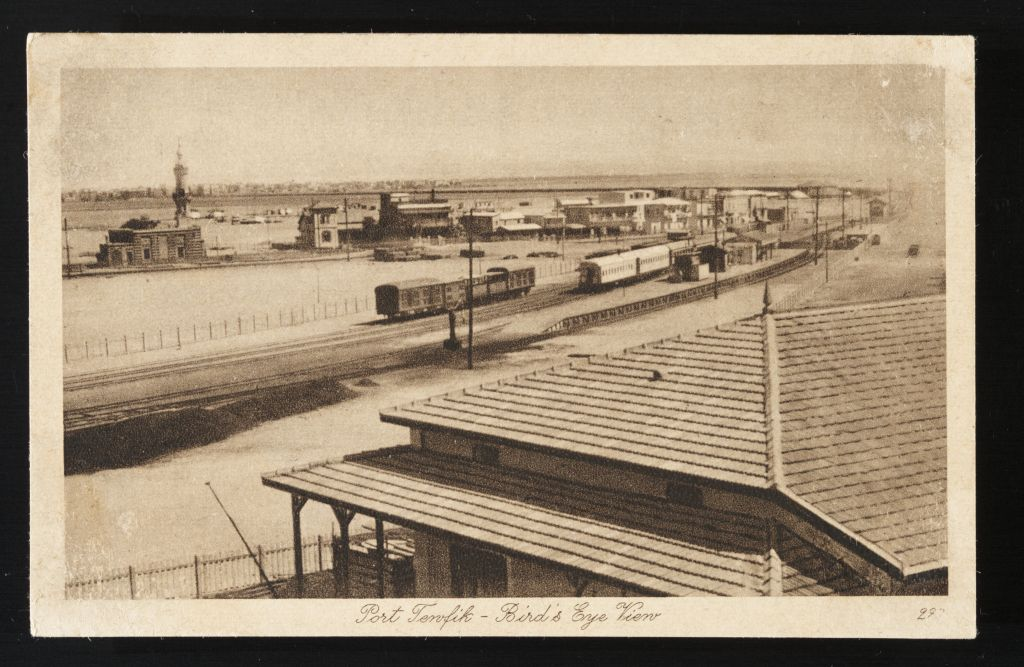
السكة الحديدية

ميناء السويس أو بورتوفيق هو أحد الموانئ المصرية التابعة للهيئة العامة لموانئ البحر الأحمر، ويقع على ساحل البحر الأحمر بالمدخل الجنوبي لقناة السويس في مصر.
تمتد حدود الميناء من منطقة راس مسلة إلي راس السادات. تبلغ مساحة الميناء الإجمالية 158,073,000 متر مربع، وتبلغ طاقته الاستيعابية 3.5 مليون طن سنويا، ويعمل الميناء لـ 24 ساعة يوميا في ثلاث فترات.

## وصلات خارجية
- ميناء السويس / قطاع النقل البحري المصري